# 라우터브루넨
라우터브루넨(독일어: Lauterbrunnen)는 스위스 베른주에 위치한 도시로, 면적은 164.56km2, 높이는 795m, 인구는 2,558명(2010년 기준), 인구 밀도는 16명/km2이다. 빙하의 침식으로 인해 형성된 빙하곡과 접해 있으며 70여 개가 넘는 골짜기와 폭포로 유명한 도시이다. 많은 관광객들이 슈타우바흐 폭포와 눈덮인 알프스 산악지대의 풍경을 보기위해 모여들어, 많은 호텔들이 들어서있다.
라우터브루넨역을 통해 융프라우로 갈 수 있다.

## 역사
라우터브루넨은 1240년 인 클라로 폰테(in claro fonte)로 처음 언급되었다. 1304년에는 루터브루넨(Luterbrunnen)으로 명명되었다.
이 지역에 정착한 가장 오래된 흔적은 블루멘탈에서 발견된 로마 동전에서 나타난다.
라우터브루넨 계곡은 13세기 베덴슈빌의 프라이헤어가 소유했다. 1240년 베덴슈빌의 프라이헤어는 세피넨 계곡을 인터라켄 수도원에 팔았다. 다음 세기가 지나면서, 이 수도원과 다른 지역 영주들은 라우터브루넨과 인근 계곡에서 세력을 확장하기 시작했다. 그러나 1300년경, 투른의 영주(Lord of Turn)는 뢰첸 계곡 근처와 라우터브루넨 계곡의 고지대에 발저어를 사용하는 사람들을 정착시키기 시작했다. 1346년경, 라우터브루넨, 김멜발트, 뮈렌, 시첼라우에넨, 트락셀라우에넨의 발저 마을들은 모두 마을 정부를 가지고 있었고 수도원으로부터 어느 정도 독립을 이루었다. 3년 후, 많은 베르너 오버란트 지역이 수도원에 대항하여 봉기했으나 성공하지 못했다. 이 수도원이 반란을 진압했을 때, 발저 마을들은 이 수도원의 분노의 공격을 받았다.
15세기에는 그슈타이그 베이 인터라켄(현재의 그슈티그빌러) 교구의 일부가 되었다. 1487년에서 1488년 사이에 라우터브루넨의 마을 사람들은 교구의 부속 교회를 지었다. 1506년 교구에서는 라우터브루넨의 전임 사제를 임명했다. 1528년 베른시는 종교개혁의 새로운 신앙을 받아들였고 그것을 베르너 오버란트에 강요하기 시작했다. 라우터브루넨은 다른 많은 마을과 수도원에 합류하여 새로운 종교에 대항하는 반란을 일으켰으나 성공하지 못했다. 베른이 오버란트에 개종을 강요한 후, 그들은 수도원을 세속화했고 수도원의 모든 영지를 합병했다. 라우터브루넨은 새로운 개혁 교구의 중심지가 되었다.
16세기 후반 상류 계곡의 트라흐셀라우에넨 지역에 광산이 건설되었다. 1715년에 철광석을 가공하기 위해 츠바이뤼츠치넨(현재의 군들리슈반트)에 철광석이 건설되었다. 그러나 광산에서 나온 돈의 대부분은 귀족 지주들에게 돌아갔다. 마을 사람들은 여전히 매우 가난했다. 17세기와 18세기에는 가난이 만연하여 많은 마을 사람들이 용병 연대에 가입하거나 이민을 갔다. 이민자 대부분은 미국의 캐롤라이나로 이주했다.
18세기 후반부터, 외국 산악인들은 알프스 인근 탐험의 출발점으로 라우터브루넨을 이용하기 시작했다. 처음에 등반가들은 마을 교구관에 머물렀다. 그러나 1834년 인터라켄과 1890년 베르너 오버란트 철도가 완공되면서 라우터브루넨의 명성이 높아지면서 관광객들을 위한 호텔이 더 필요하게 되었다. 호텔이 새로 들어서면서 마을 내 다른 관광 인프라도 들어섰다. 1891년에는 뮈렌까지, 1893년에는 벵엔까지 케이블카를 건설했다. 그러나 가장 중요한 기반 시설은 1912년에 건설된 융프라우 철도였다. 융프라우 랙 철도는 클라이네 샤이덱에서 유럽에서 가장 높은 융프라우요흐역까지 9km를 운행한다. 철도는 거의 전적으로 아이거과 묀히에 건설된 터널 안으로 운행되었다. 터널 중간에 두 개의 역이 있어 승객은 산 중턱에 건설된 창문을 통해 인근 산을 관찰하기 위해 정차할 수 있었다. 1909년, 영국인 형제인 월터와 아놀드 룬은 라우터브루넨에서 스키, 컬링, 봅슬레이를 대중화했다. 이러한 겨울 스포츠는 겨울 관광객들의 완전히 새로운 그룹을 공급했고 여름 관광 산업을 연중무휴 사업으로 전환시켰다.
라우터브루넨의 관광 경제는 제1차 세계대전과 제2차 세계 대전, 대공황으로 황폐화되었다. 그러나 제2차 세계 대전이 끝난 후 관광은 반등했다. 스키 승강기, 의자 승강기, 헬기장과 함께 많은 새로운 별장과 별장이 지어졌다.
1973년 1월 1일 옛 이센플루흐는 라우터브루넨과 합병되었다. 2009년 12월 31일, 시할구였던 암츠베지르크 인터라켄이 해체되었다. 2010년 1월 1일, 새로 창설된 베르발퉁슈크레이스 인터라켄-오버하슬리에 편입되었다.

## 지리

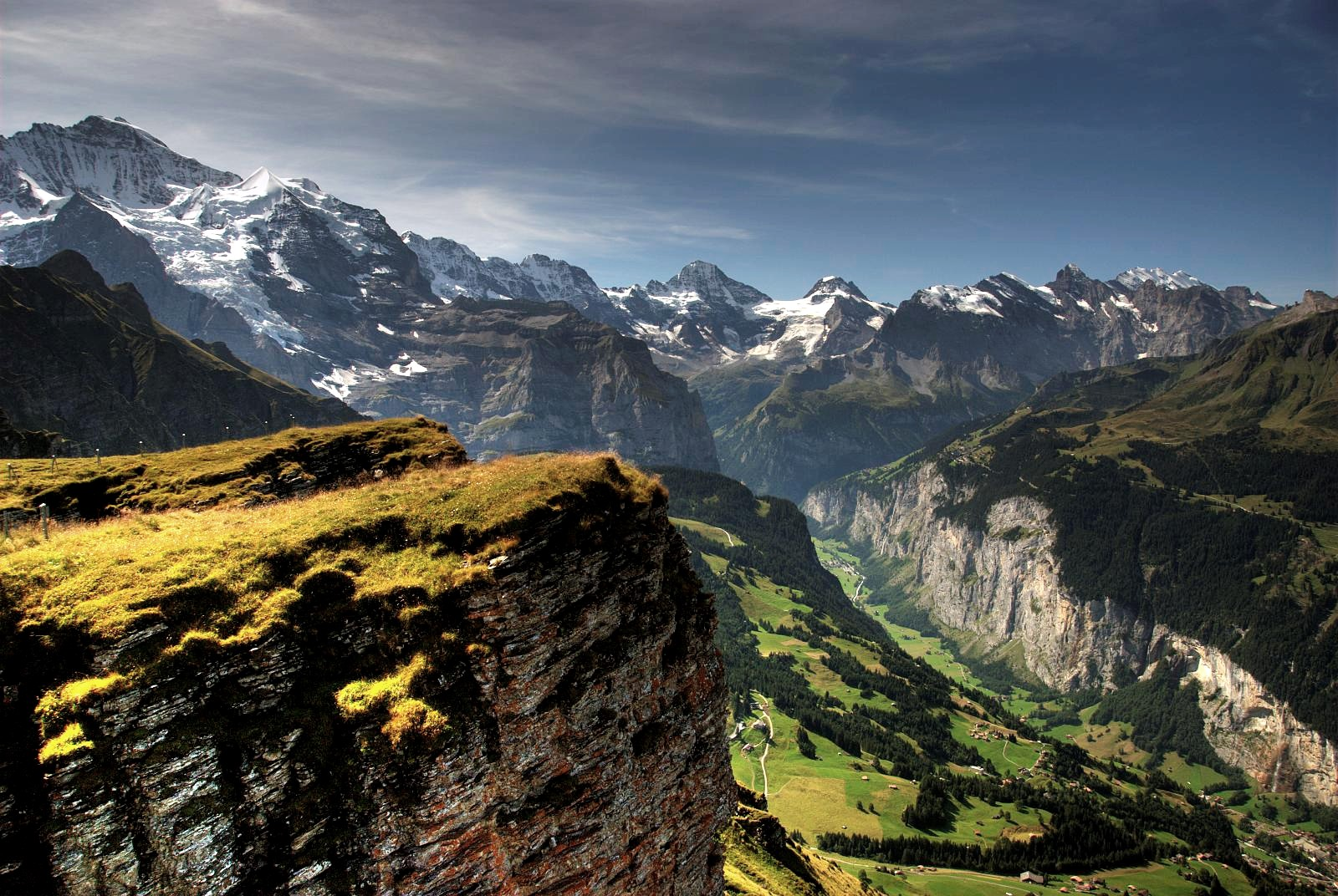
멘리헨에서 본 계곡 정경

라우터브루넨은 마을로부터 남쪽으로 뻗은 U자형 계곡의 바닥에 위치하고 8km의 라우터브루넨 장벽과 만난다. 라우터브루넨 계곡(라우터브루넨탈)은 알프스산맥에서 가장 깊은 계곡 중 하나이다. 석회암 절벽 사이의 폭이 1km를 넘는 경우는 드물며, 때로는 상당히 수직이며, 극도로 가파른 모든 곳에서 갈라져 있다. 어떤 곳에서는 절벽 벽의 높이가 1,000m에 이른다. 이런 형태의 계곡은 수많은 폭포에서 이름을 따왔다. 계곡의 암벽 끝자락에 닿은 인접한 산에서 내려오는 물줄기는 계곡의 높이에 오르기 전에 물보라가 되어 거의 사라진다. 그 중 가장 유명한 것은 라우터브루넨 마을에서 1km도 안 되는 슈타우바흐 폭포이다. 297m 높이의 슈타우바흐 폭포는 스위스에서 가장 높은 자유낙하 폭포이다. 또한 라우터브루넨 근처에는 스위스에서 가장 높은 417m의 뮈렌바흐 폭포도 있다. 마지막으로, 높이가 930m인 마텐바흐 폭포는 유럽에서 가장 높고 세계에서 세 번째로 높다.
바이스 뤼치네강(하얀 뤼치네강)은 라우터브루넨을 통해 흐르며 일년에 한 번 정도 범람한다. 그 강의 수원은 산의 높은 곳에서 눈이 녹는 데서 나오므로 매우 깨끗하고 깨끗한 물의 원천이 된다. 야영지에서는 물을 식히는 것이 일반적이다. 트뤼멜바흐 폭포는 라우터브루넨에서 3km 정도 떨어진 곳에 위치한다.
라우터브루넨은 164.51km2의 면적을 가지며 마을과 계곡 너머로 상당히 멀리 뻗어 있다. 동쪽으로 아이거, 묀히, 융프라우, 남쪽으로 글레처호른, 미타크호른, 그로스호른, 브라이트호른, 췽엘호른, 서쪽으로 그슈팔텐호른, 쉴트호른까지 이어진다. 동쪽은 그린델발트로 이어지는 클라이네 샤이덱 고개, 서쪽은 그리스알프와 라이헨바흐 임 칸터탈로 이어지는 제피넨푸르게 고개이다. 두 고개 모두 자르간스과 몽트뢰 사이의 스위스를 가로지르는 장거리 하이킹 코스인 알파인 패스 루트의 일부를 이루는 하이킹 코스를 포함한다. 벵엔, 뮈렌, 김멜발트, 슈테헬베르크, 이젠플루 마을도 포함된다.

## 인구

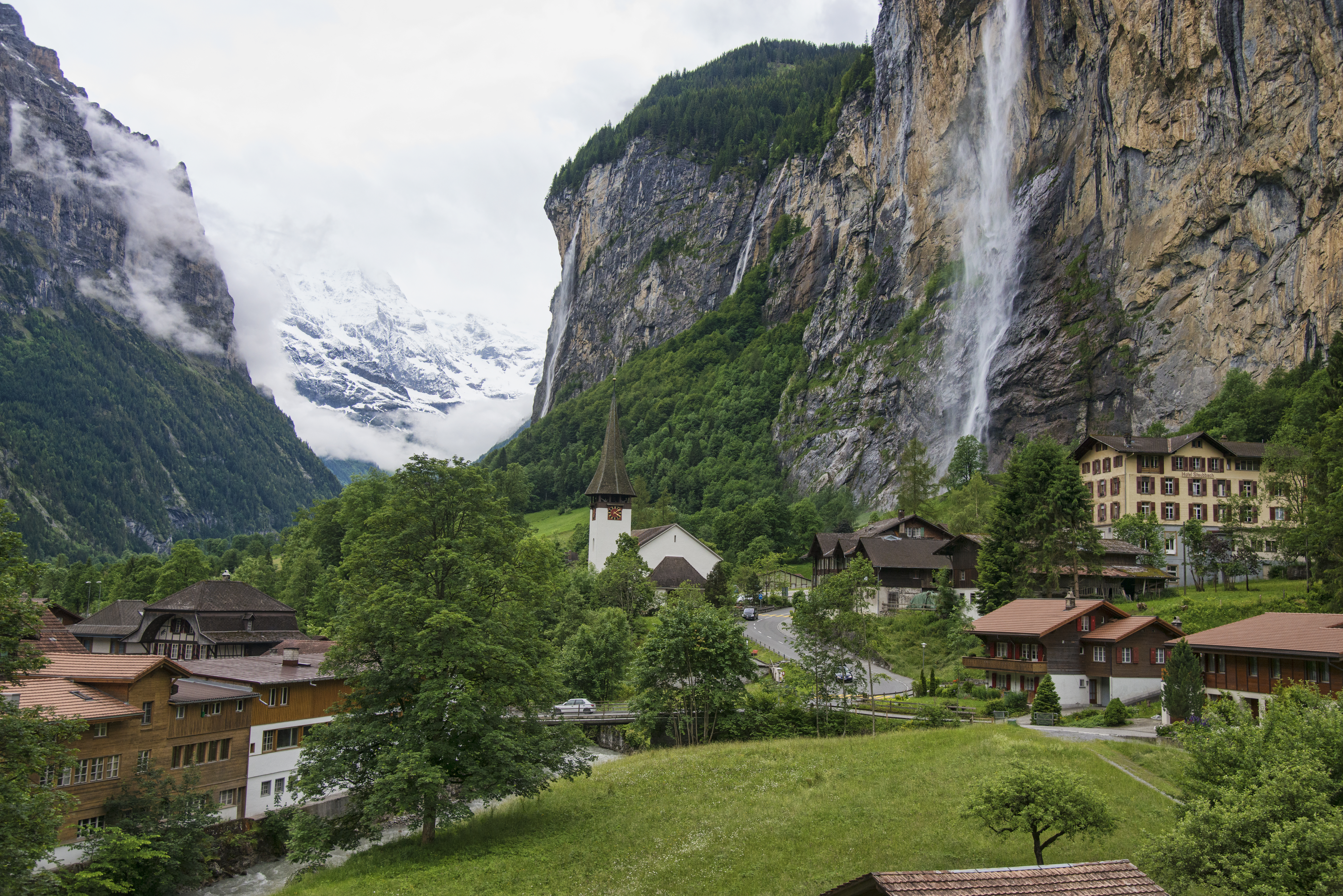
라우터브루넨 계곡과 슈타우바흐 폭포

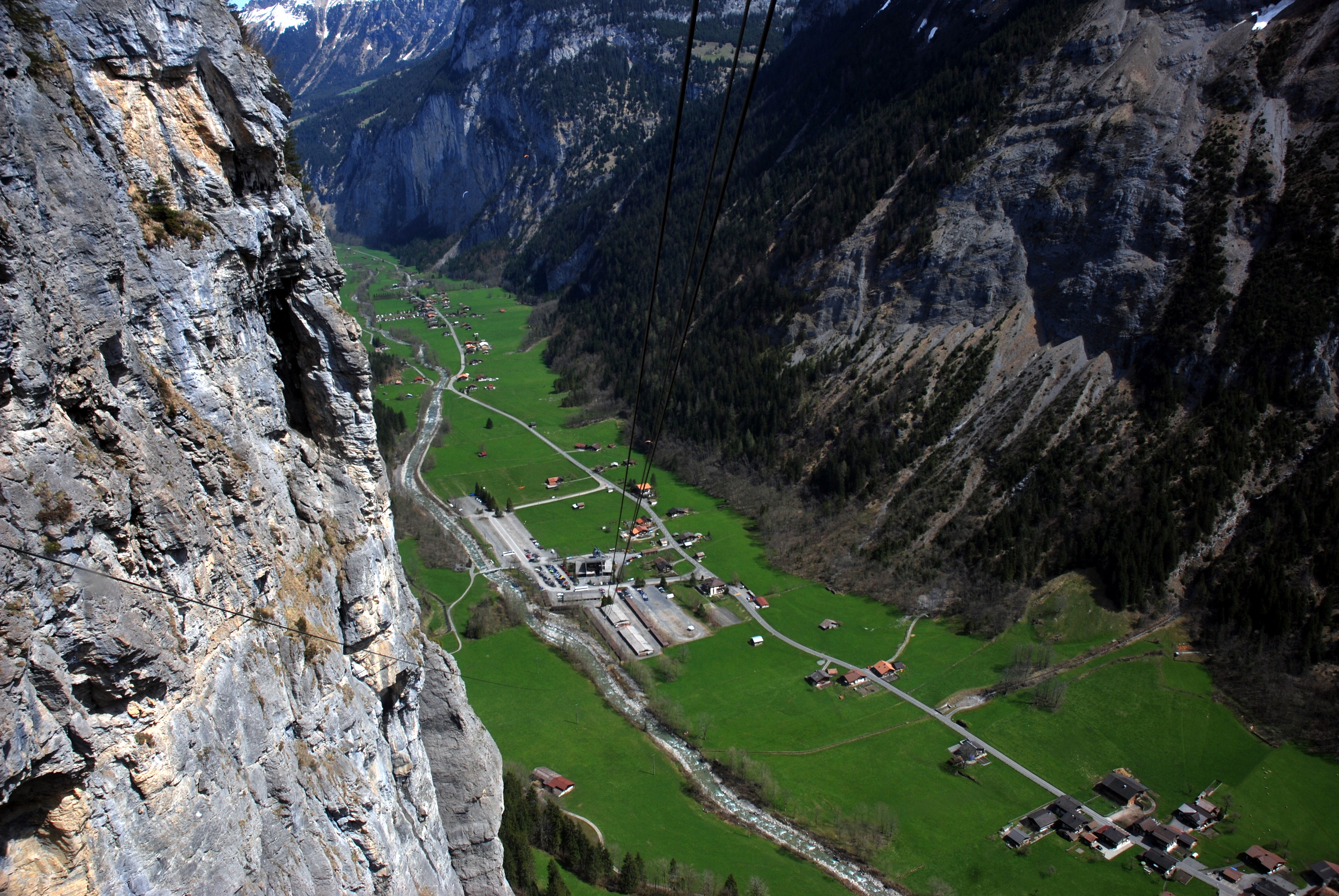
케이블카에서 조망한 라이터브루넨 계곡

인구는 2,301명(2020년 12월 기준)이다.2010년 기준으로, 인구의 22.6%가 거주 외국인이다. 지난 10년(2000-2010) 동안 인구는 -8.9%의 비율로 변화했다. 이민은 -6.5%를 차지했고 출생과 사망은 -3.1%를 차지했다.
인구의 대부분이 독일어(2,483명, 85.2%)를 사용하며, 포르투갈어가 2위(4.9%), 크로아티아어가 3위(59명, 2.0%)이다. 프랑스어를 구사하는 42명, 이탈리아어를 구사하는 40명, 로만슈어를 구사하는 5명이 있다.
인구는 남성 49.7%, 여성 50.3%이다. 인구는 스위스 남성 970명(전체 인구의 37.9%)과 비스위스인 남성 301명(11.8%)으로 구성되어 있다. 1,011명의 스위스 여성 (39.5%)과 276명의 비스위스인 여성(10.8%)이 있었다. 2000년에는 전체 인구의 41.9%인 1,221명이 라우터브루넨에서 태어났다. 20.3%인 592명이 같은 주에서 태어났으며, 13.2%인 386명은 다른 곳에서 태어났으며, 18.7%인 544명은 스위스 밖에서 태어났다.
2010년 기준으로 어린이와 청소년(0-19세)은 전체 인구의 17.2%, 성인(20-64세)은 62.5%, 노인(64세 이상)은 20.2%를 차지한다.
2000년 기준으로, 이 지방 자치체에는 미혼이며 결혼을 하지 않은 1,195명의 사람들이 있다. 기혼자는 1,420명, 미망인은 208명, 이혼자는 91명이다.
2000년 현재 1인 가구 453가구, 5인 이상 61가구가 있다. 2000년에는 총 1,090가구(전체의 40.4%)가 영구 입주했으며, 계절별 입주 아파트 1,414가구(52.4%)가 입주했으며 196가구(7.3%)가 비어 있었다. 2010년 기준 신규 주택 건설률은 주민 1000명당 4.3호였다. 2011년 시의 공실률은 0.66%였다.

역사적 인구는 아래의 차트와 같다:

## 경제

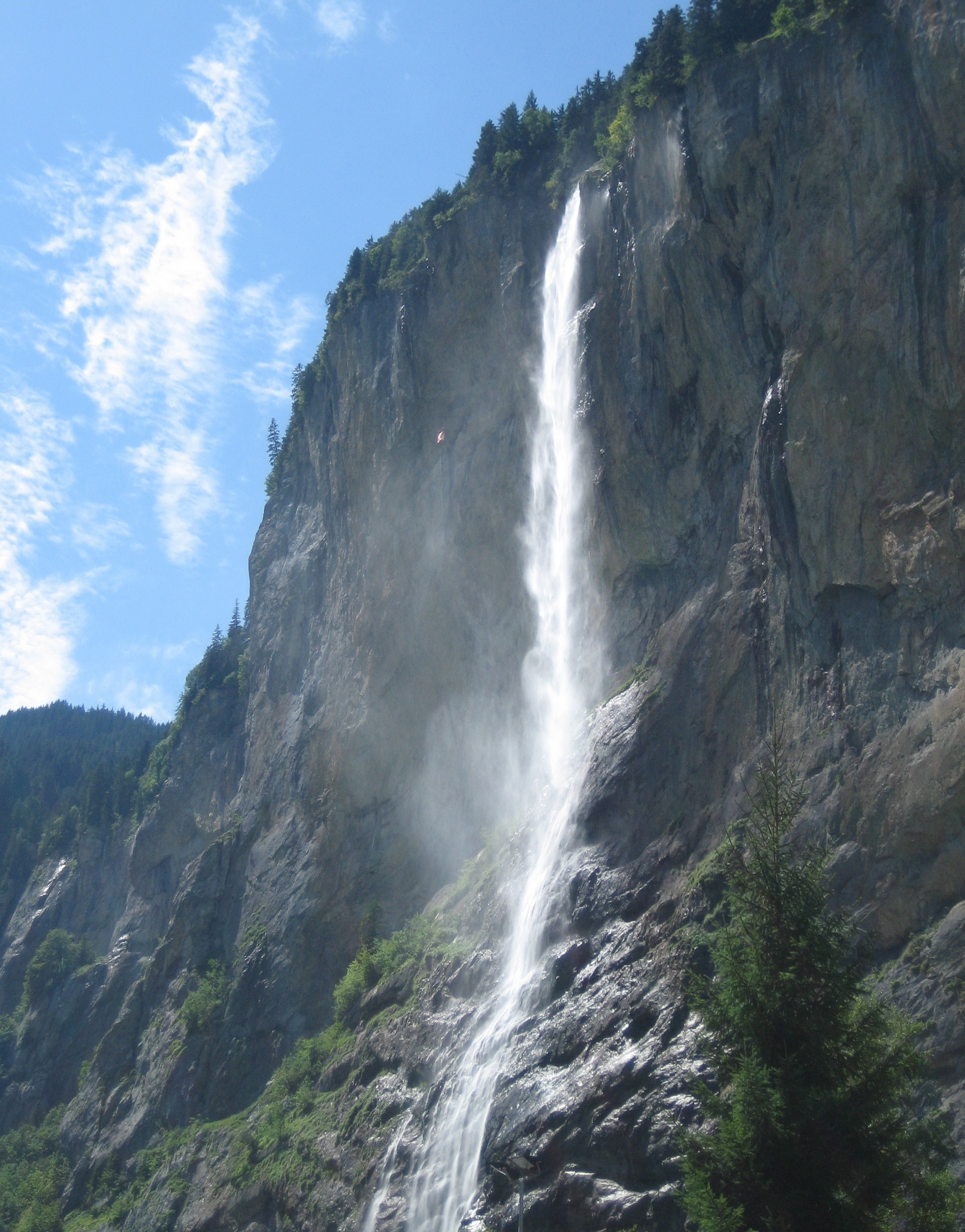
슈타우바흐 폭포

2011년 현재 라우터브루넨의 실업률은 1.9%이다. 2008년 기준으로, 총 1,908명의 사람들이 시군에 고용되어 있다. 이 중 1차 경제 분야에 147명이 종사하고, 55개 정도의 사업체가 이 분야에 종사하고 있었다. 2차 부문에는 223명, 이 부문에는 35개 사업장이 있었으며 3차 부문에는 1,538명이, 이 부문에는 195개 사업장이 취업했다. 일부 직종에 종사하는 자치단체 주민은 1,623명이며, 이 중 여성이 43.1%를 차지했다.
2008년에는 총 1,605개의 정규직이 있었다. 1차 부문의 일자리는 77개로 이 중 농업이 70개, 임업이나 목재 생산이 7개였다. 2차 부문의 일자리는 207개로 이 가운데 제조업은 20개(9.7%), 건설업은 124개(59.9%)였다. 3차 부문의 일자리 수는 1,321개였다. 3차 부문은 132명(10.0%)이 도소매 판매 또는 자동차 수리업, 231명(17.5%)이 물품 이동 및 보관업, 687명(52.0%)이 호텔 또는 식당업, 75명(5.7%)이 교육업, 56명(4.2%)이 보건업이었다.
2000년에는 360명의 근로자가 시로 통근했고 252명의 근로자가 다른 곳으로 통근했다. 지자체는 근로자 순수입국으로 한 명이 떠날 때마다 약 1.4명의 근로자가 지자체에 들어온다. 노동 인구 중 12.5%가 출근할 때 대중교통을 이용했고, 12.3%가 자가용을 이용했다.

## 종교

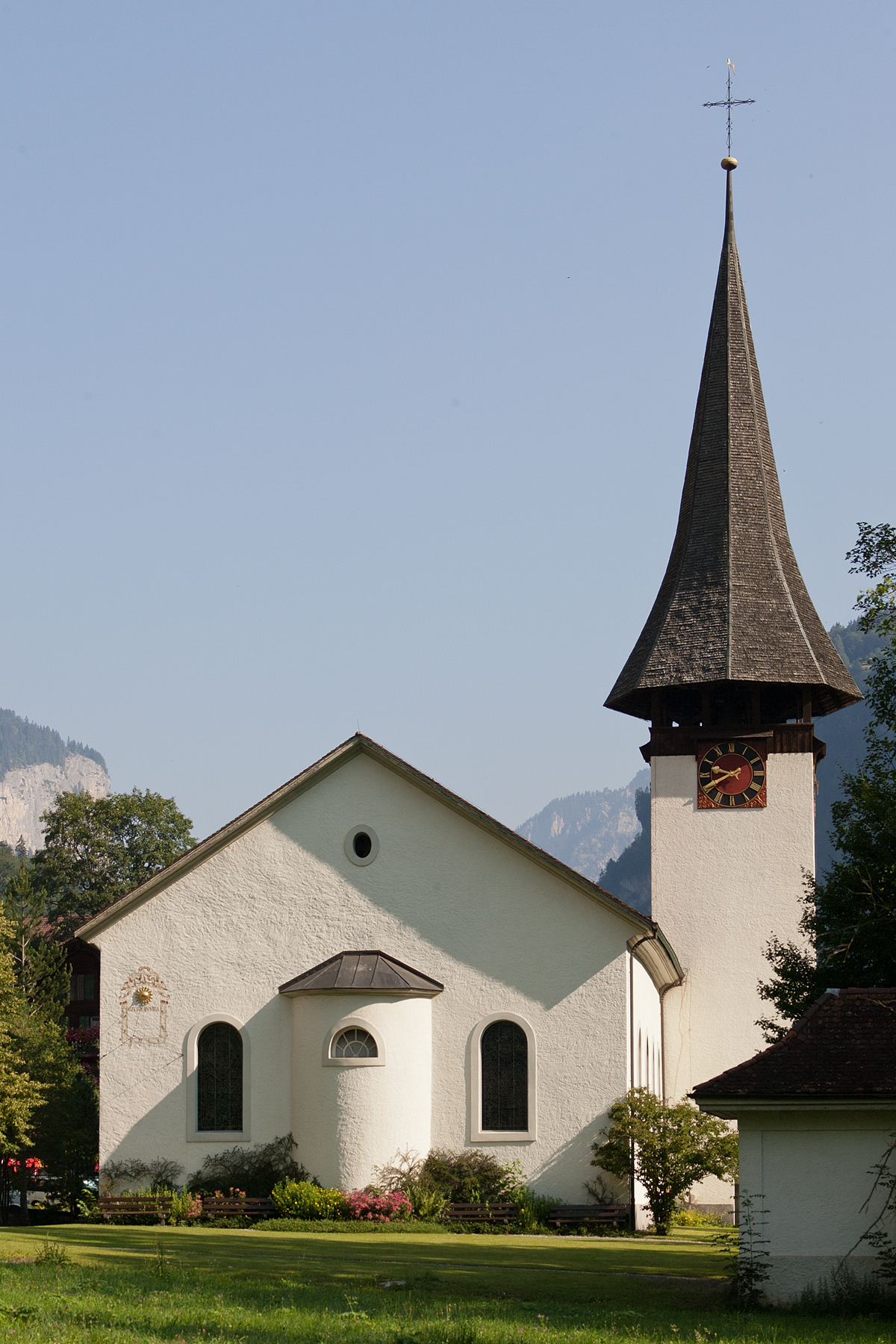
라우터브루넨 마을의 교회

2000년 인구조사에 따르면 17.6%인 513명이 가톨릭 신자이고 67.7%인 1,973명이 스위스 개혁교회에 소속되어 있다. 나머지 인구의 약 1.17%인 34명의 정교회 신자들이 있었고, 다른 기독교 교회에 속한 47명의 개인들(또는 인구의 1.61%)이 있었다. 유대인은 1명, 이슬람인은 28명(또는 인구의 0.96%)이었다. 불교 신자가 3명, 다른 교회에 소속된 신자가 2명으로 144명(전 인구의 약 4.94%)은 무교이거나 무신론자였고 187명(전 인구의 약 6.42%)은 답을 하지 않았다.

## 기후
1981년부터 2010년까지 연평균 136.5일의 비 또는 눈이 내렸고 평균 강수량은 1,207mm였다. 가장 비가 많이 온 달은 7월로, 이 기간 동안 라우터브루넨은 평균 144mm의 비나 눈이 내렸다. 이 달 동안 평균 13.8일 동안 강수량이 있었다. 강수일수가 가장 많은 달은 6월로 평균 14.1회였지만 비 또는 눈은 133mm에 그쳤다. 1년 중 가장 건조한 달은 10월로 9.5일 동안 평균 78mm의 강수량을 보였다.

## 교통

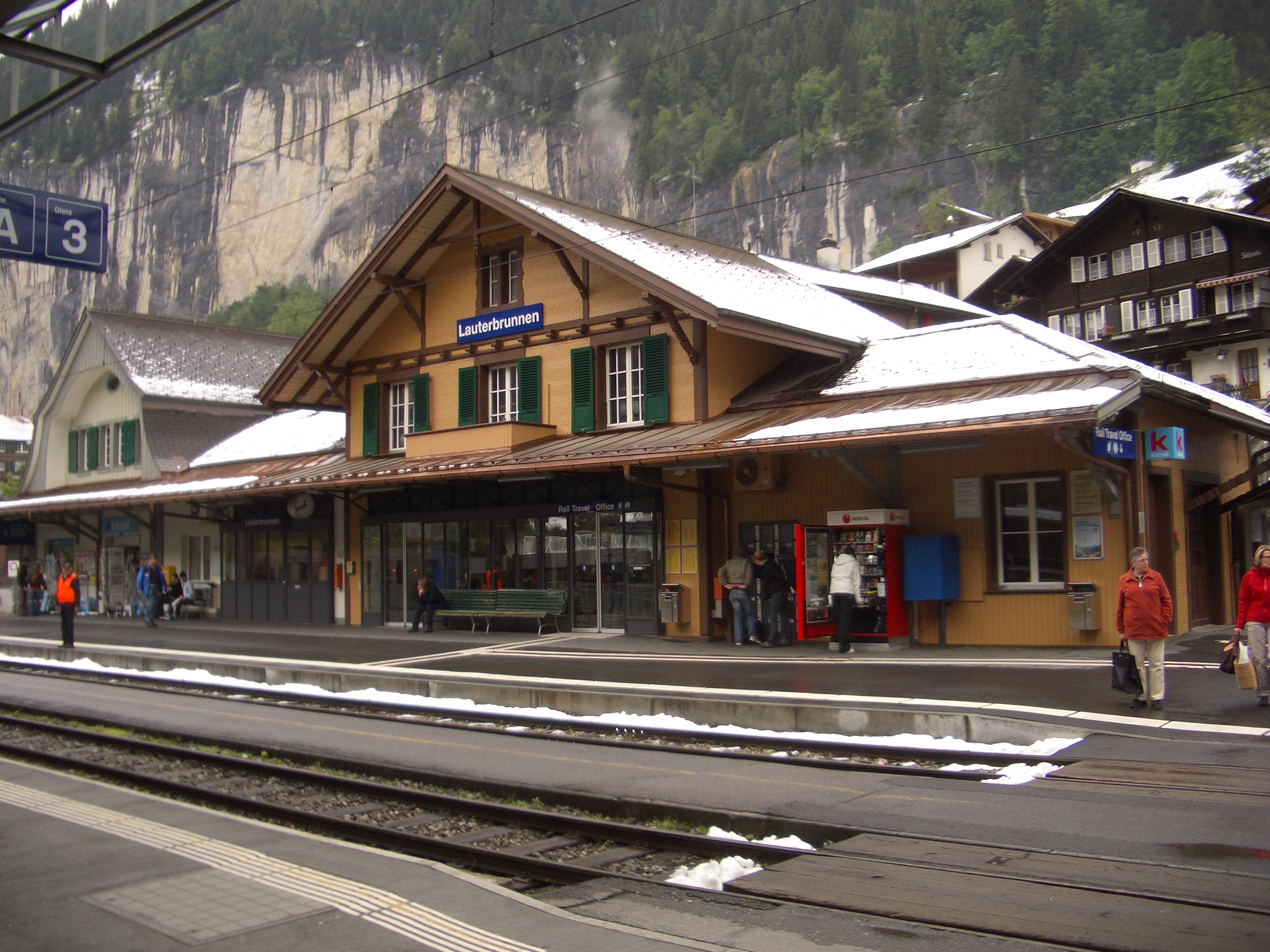
라우터브루넨역

라우터브루넨 마을의 중심에 있는 라우터브루넨역은 인터라켄까지 운행하는 베르너 오버란트 철도(Berner Oberland Bahn, BOB) 열차와 벵엔, 클라이네 샤이덱, 그린델발트까지 운행하는 벵에른알프 철도(Wengernalpbahn, WAB) 열차가 운행된다. 클라이네 샤이덱에서는 아이거 내에서 융프라우요흐까지 올라가는 융프라우 철도(JB)와 연결될 수 있다. 케이블카이자 연결 열차인 라우터브루넨-뮈렌 산악 철도 (LSMS)의 하부 터미널은 중앙역에 인접해 있으며, 뮈렌까지 운행한다.
라우터브루넨역 외에 라우터브루넨 마을 내에 9개의 다른 기차역이 있다. WAB의 벵발트역, 벵엔역, 알멘트역, 벵에른알프역 및 클라이네 샤이덱역, JB의 아이거글레처역, LSMS의 그뤼치알프역, 빈터에그역과 뮈렌역이다.
포스트버스 편은 라우터브루넨 마을에서 슈테헬베르크와 트뤼멜바흐 폭포, 그리고 이젠플루로 연결된다. 뮈렌으로 가는 대체 경로는 슈테헬베르크행 버스를 이용하고 그 다음 루프트자일반 슈테헬베르크-뮈렌-쉴트호른(LSMS)을 이용하는 것이다.